# TWB (DM Command)
TWB (TO_WINDOW_BORDER)とは、アポロコンピュータ社のコンピュータに搭載されていたウィンドウシステム（ディスプレイマネージャ）で利用できた、制御コマンド『DMコマンド』の一つ。

## 概要
TWB コマンドは、カーソルを指定されたウインドウの境界に移動する。

## 書式
TWB　｛ -L ｜ -R ｜ -T ｜ -B ｝

## 利用法
TWB コマンドはコマンド・オプションで指定された通りに，カーソルを現在のウインドウの境界に移動する。
TWB にはオプションを指定しなければならない。
次のオプションのうちどれか一つが必要である．
-L	カーソルを前の位置から平行にウインドウの左の境界に移動する．
-R	カーソルを前の位置から平行にウインドウの右の境界に移動する．
-T	カーソルを前の位置から垂直にウインドウの上の境界に移動する．
-B	カーソルを前の位置から垂直にウインドウの下の境界に移動する．